# Habenaria lewallei
Habenaria lewallei är en orkidéart som beskrevs av Daniel Geerinck. Habenaria lewallei ingår i släktet Habenaria och familjen orkidéer.
Artens utbredningsområde är Burundi. Inga underarter finns listade i Catalogue of Life.